# Chrysomela lapponica
Espèce
Chrysomela lapponica L. est une espèce de coléoptères de la famille des Chrysomelidae (chrysomèles) qui vit dans le centre et le nord de l'Europe et se nourrit de feuilles de saules et de bouleaux. Les adultes font environ 8 mm de long et les motifs colorés de leurs élytres sont parfois différents selon les régions.

## Couleurs et plantes hôtes
Les coléoptères de différentes populations peuvent être distincts dans leur biologie, comme dans leurs couleurs ou leur comportement. Les larves et les adultes du nord de l'Europe (par ex. en Finlande, en Suède, en Norvège, en Russie et dans les États baltes) se nourrissent et pondent uniquement sur certaines espèces de saules. Les populations d'Europe centrale, réparties de manière inégale en Allemagne, en République tchèque, en Pologne, dans le nord de l'Italie et en France, sont majoritairement monophages sur le bouleau. Le développement de ces insectes est entravé s'ils ne sont pas élevés sur leur hôte naturel, c'est-à-dire si ceux du nord de l'Europe sont nourris avec des feuilles de bouleau ou ceux d'Europe centrale avec des feuilles de saule.
La coloration des élytres est constituée de marques rouges et noires. Les marques noires prédominent dans les populations du nord tandis que dans la population d'Europe centrale, les couleurs rouge et noir sont à peu près également représentées. Les formes les plus sombres se réchauffent plus rapidement au soleil et cela pourrait être une adaptation à l'environnement plus froid du nord de l'Europe. 

## Statut de ravageur
Dans la péninsule de Kola, au nord-ouest de la Russie, des foyers de Chrysomela lapponica ont entraîné une grave défoliation de l'espèce de saule Salix borealis en août 1993, puis à nouveau en 1994 et 1995. Des études ont montré que les plantes stressées par la défoliation de l'année précédente étaient moins favorables au développement des chrysomèles. Le déclin des foyers semble donc être lié au développement d'une résistance chez les saules,.  

## Ennemis naturels
Comme d'autres insectes, Chrysomela lapponica est attaquée par une variété d'ennemis naturels, principalement d'autres insectes qui s'attaquent à ses larves ou les parasitent,. C. lapponica a développé des défenses contre ces ennemis naturels. Les larves possèdent des glandes défensives remplies de composés volatils qui dissuadent leurs ennemis naturels de les attaquer et ont une activité antimicrobienne. Ces composés chimiques défensifs ont des compositions différentes dans des populations géographiquement séparées, apparemment liées à la plante hôte dont elles se nourrissent,. Bien que ces composés défensifs soient généralement des répulsifs, certains ennemis naturels sont en fait attirés par eux et les utilisent pour localiser leur proie ou leur hôte. Cela a été démontré pour le syrphe prédateur Parasyrphus nigritarsis (en), et la mouche Megaselia opacicornis (famille des Phoridae). 